# Petite Championne

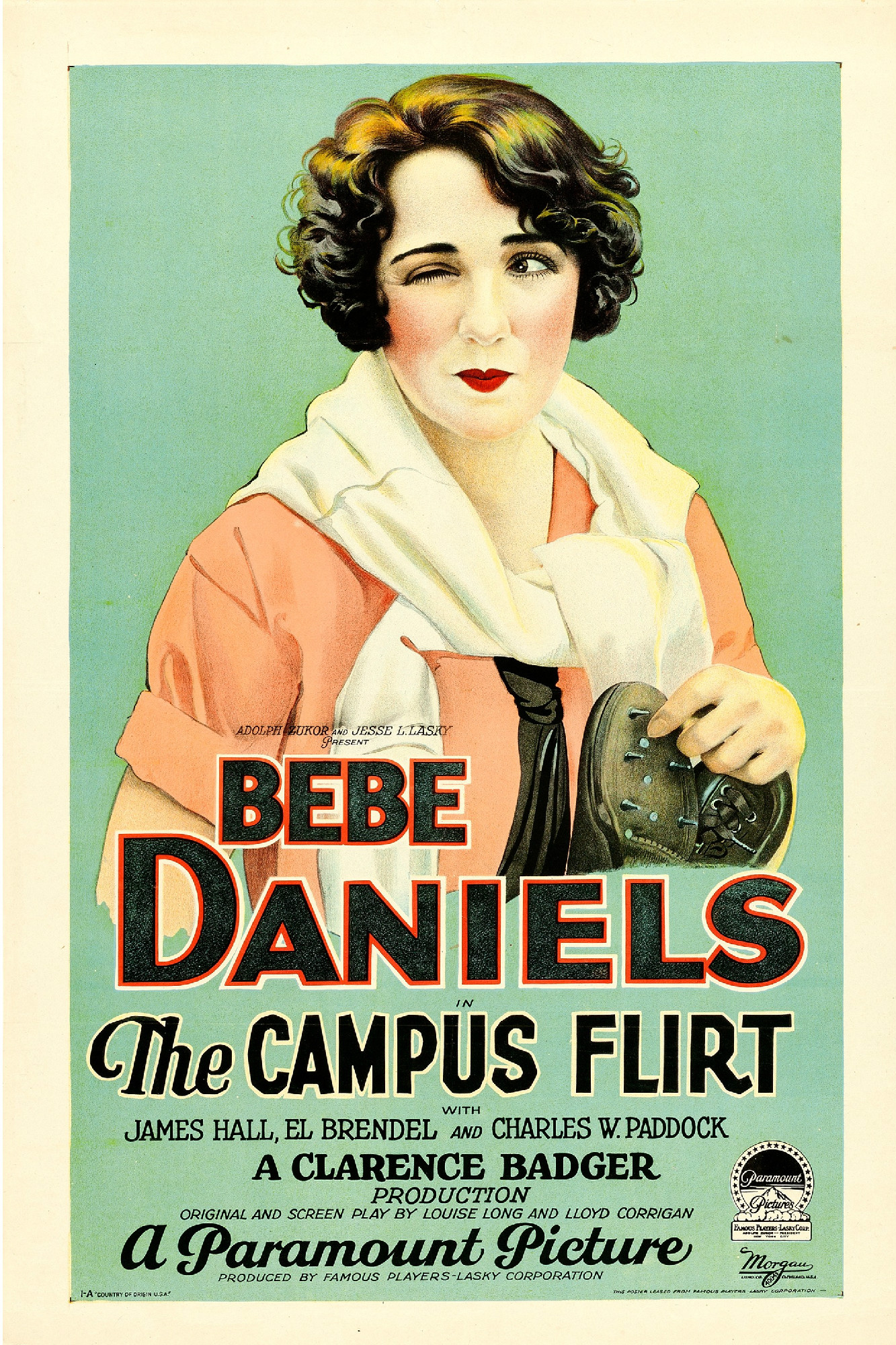
Affiche du film.

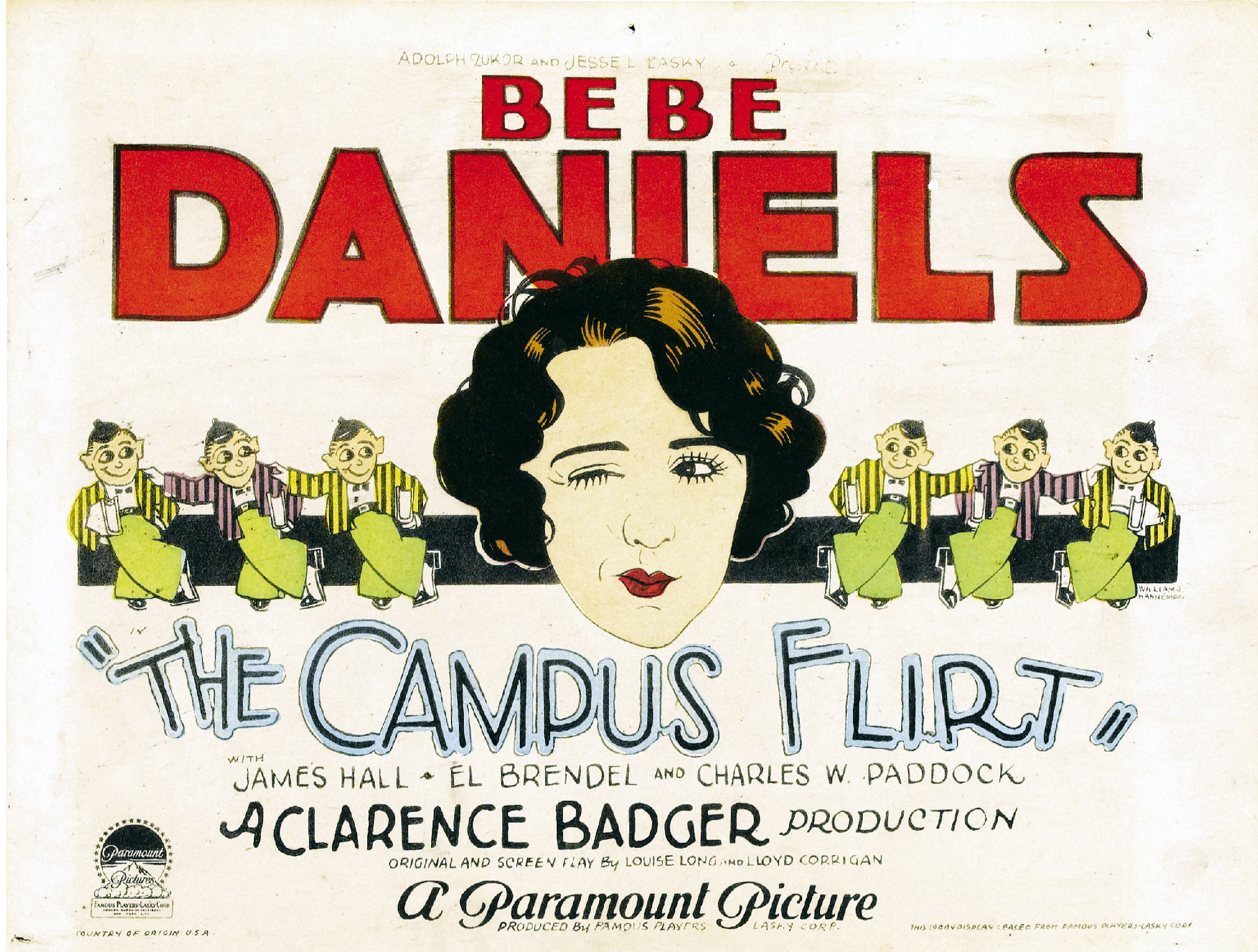
Carte promotionnelle du film.

Petite Championne (The Campus Flirt) est un film américain réalisé par Clarence G. Badger et sorti en 1926.

## Synopsis
Patricia Mansfield, issue de la haute société, est envoyée au Colton College par son père, qui espère lui faire passer son air snob. Dans le train, Pat rencontre Denis Adams, un athlète de premier plan qui poursuit ses études en tant qu'entraîneur de l'équipe féminine d'athlétisme; il la présente à la star de la piste Charlie Paddock. Pat est bientôt qualifié de flirt du campus.

## Fiche technique
- Titre original : The Campus Flirt
- Réalisation : Clarence G. Badger
- Producteurs : Adolph Zukor, Jesse Lasky
- Photographie : H. Kinley Martin
- Genre : Comédie romantique, Drame[1]
- Distributeur : Paramount Pictures
- Durée : 70 minutes (7 bobines)[2]
- Date de sortie : 
  - États-Unis : 18 septembre 1926

## Distribution
- Bebe Daniels : Patricia Mansfield
- James Hall : Denis Adams
- El Brendel : Knute Knudson
- Charles Paddock : lui-même
- Joan Standing : Harriet Porter
- Gilbert Roland : Graham Stearns
- Irma Komelia : Mae
- Jocelyn Lee : Gwen